# بيت البطاقات
بيت البطاقات أو هاوس أوف كاردز (بالإنجليزية: House of Cards) هو مسلسل دراما سياسية أمريكي من إنتاج منصة نتفليكس، ابتكره بو ويليمان، وهو مقتبس من رواية تحمل نفس العنوان صدرت عام 1989 للكاتب مايكل دوبز، كما أنه مستوحى من المسلسل البريطاني الذي يحمل نفس الاسم والذي كتبه أندرو ديفيز عام 1990، والمبني بدوره على الرواية الأصلية. تم إصدار الموسم الأول، المكون من 13 حلقة، في 1 فبراير 2013 على منصة نتفليكس، ليصبح أول مسلسل تلفزيوني يتم إنتاجه خصيصًا لخدمة البث.
تدور أحداث المسلسل في واشنطن العاصمة، ويروي قصة السياسي فرانك أندروود (كيفين سبيسي)، وهو عضو عن الحزب الديمقراطي في مجلس النواب الأمريكي عن الدائرة الخامسة للكونغرس في ولاية كارولاينا الجنوبية. يتم تجاوزه عند تعيين وزير الخارجية رغم وعده بالمنصب، لكنه يحتفظ بمنصبه كزعيم الأغلبية في المجلس، فيبدأ بتنفيذ خطة معقدة للوصول إلى السلطة بمساعدة زوجته الطموحة كلير أندروود (روبين رايت). يتناول المسلسل موضوعات مثل البراغماتية القاسية، والتلاعب، والخيانة، والسلطة.
حظي هاوس أوف كاردز بإشادة نقدية واسعة، وحصل على العديد من الترشيحات للجوائز، بما في ذلك 33 ترشيحًا لجوائز إيمي برايم تايم، من بينها أفضل مسلسل درامي، وأفضل ممثل رئيسي لكيفن سبيسي، وأفضل ممثلة رئيسية لروبن رايت. وكان أول مسلسل أصلي يُعرض حصريًا على الإنترنت ويحصل على ترشيحات رئيسية لجوائز إيمي. كما تلقى ثمانية ترشيحات لجوائز غولدن غلوب، فازت منها روبن رايت بجائزة أفضل ممثلة في مسلسل درامي عام 2014، بينما فاز كيفن سبيسي بجائزة أفضل ممثل في مسلسل درامي عام 2015.
في عام 2017، أنهت شبكة نتفليكس علاقتها مع كيفين سبيسي بعد مزاعم تتعلق بسوء السلوك الجنسي. وتم إنتاج وعرض الموسم السادس والأخير عام 2018 بدون مشاركته.

## القصة
| الموسم | الحلقات | تاريخ الإصدار الرسمي |
| ------ | ------- | -------------------- |
| الأول  | 13      | 1 فبراير 2013        |
| الثاني | 13      | 14 فبراير 2014       |
| الثالث | 13      | 27 فبراير 2015       |
| الرابع | 13      | 4 مارس 2016          |
| الخامس | 13      | 30 مايو 2017         |
| السادس | 8       | 2 نوفمبر 2018        |

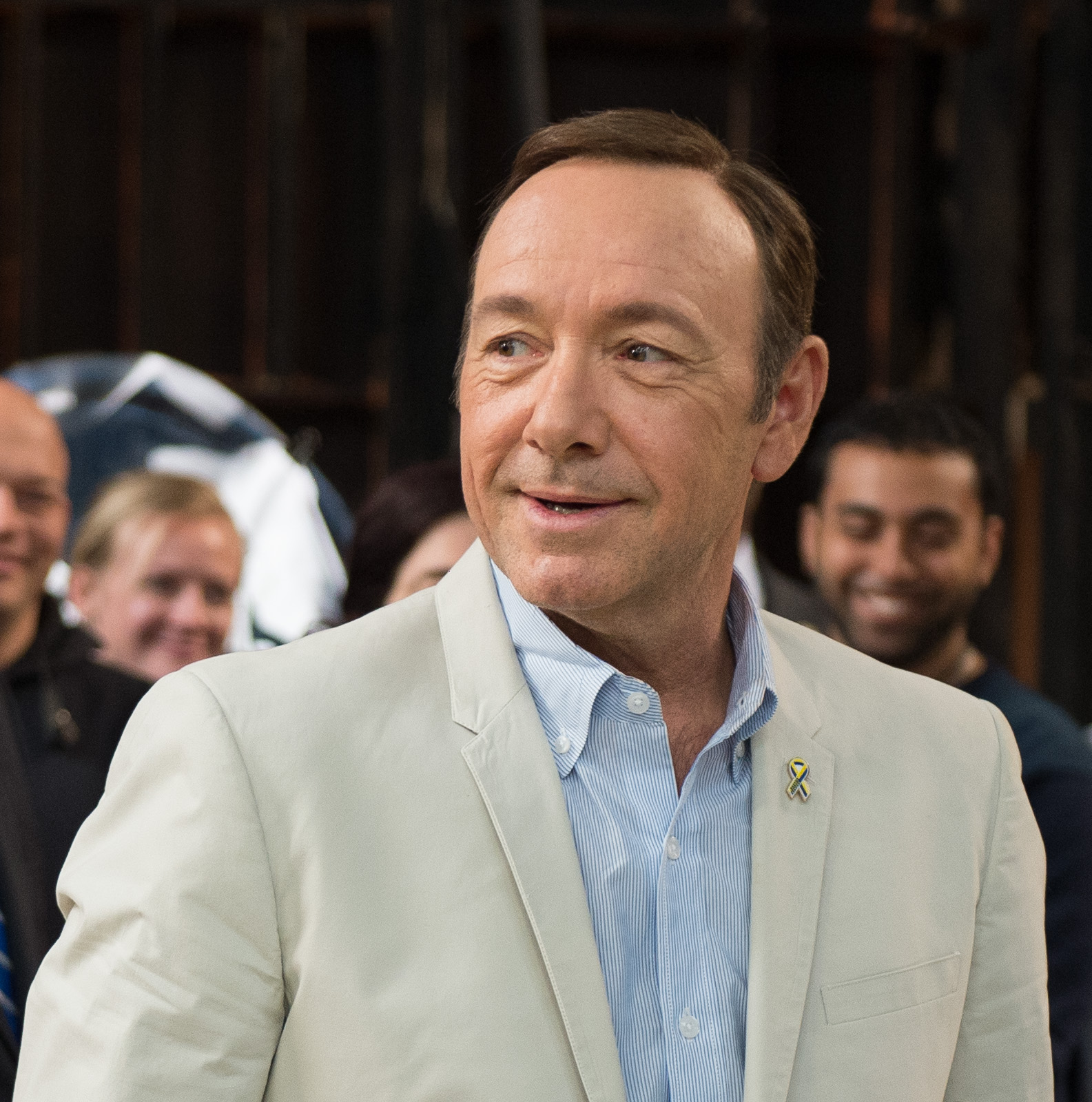
كيفين سبيسي في موقع تصوير فيلم بيت البطاقات

يتابع المسلسل رحلة فرانك أندروود (كيفين سبيسي)، النائب الديمقراطي البارز عن ولاية كارولاينا الجنوبية، الذي يشعر بالغضب بعد أن يتراجع الرئيس المنتخب حديثًا غاريت ووكر (مايكل جيل) عن وعده بتعيينه وزيرًا للخارجية في إدارته الجديدة. بمساعدة زوجته الطموحة كلير أندروود (روبين رايت) ورئيس موظفيه المخلص دوغ ستامبر (مايكل كيلي)، يبدأ فرانك في التلاعب بشؤون إدارة ووكر لتحقيق طموحاته السياسية. كما يقيم علاقة مع الصحفية زوي بارنز (كايت مارا) لاستغلالها في التلاعب بالتغطية الإعلامية، بينما تستخدمه زوي للحصول على أخبار حصرية.
يبدأ فرانك في دفع مشروع قانون تعليمي عبر الكونغرس لإثبات أهميته بالنسبة للرئيس، ثم يدير حملة انتخابية لحاكم ولاية بنسلفانيا، مع عضو الكونغرس بيتر روسو (كوري ستول) كمرشح. تنهار الحملة بعد انتكاس روسو، المدمن على الكحول، وظهوره في مقابلة وهو مخمور. عندما يقرر روسو كشف دور فرانك في التلاعب السياسي، يقوم فرانك بقتله وإظهار وفاته على أنها انتحار.
مع تزايد نفوذه، يقترح فرانك على الرئيس ووكر أن يعود نائب الرئيس جيم ماثيوز (دان زيسكي) إلى منصبه كحاكم لبنسلفانيا، مما يترك منصب نائب الرئيس شاغرًا. يأمل فرانك في أن يتم تعيينه نائبًا للرئيس، لكن ووكر يطلب منه تقييم رجل الأعمال الثري ريموند تاسك (جيرالد مكراني). في الواقع، يتم تكليف تاسك بتقييم فرانك، لكنه يشترط أن يدعم أندروود مصالحه التجارية مقابل ترشيحه. بعد المفاوضات، يتم اختيار فرانك لمنصب نائب الرئيس.
تصبح زوي بارنز مشككة في تورط فرانك في حملة روسو الفاشلة، وعندما تقترب من الحقيقة، يقوم فرانك بدفعها أمام قطار مترو الأنفاق، مما يؤدي إلى مقتلها على الفور. يؤثر مقتلها بشدة على زملائها، بمن فيهم الصحفي لوكاس جودوين (سيباستيان أرسيلوس) ورئيس التحرير السابق توم هامرشميدت (بوريس مكجيفر).
بصفته نائب الرئيس، يسعى فرانك إلى تقويض نفوذ تاسك في البيت الأبيض. خلال أزمة طاقة، يقترح سياسة تجارية صارمة مع الصين، ما يؤدي إلى تصاعد التوترات مع تاسك، الذي يمتلك مصالح مالية مع الصين. يقوم تاسك بتمويل مرشحين جمهوريين عبر عملية غسيل أموال من كازينو في ولاية ميزوري. يتمكن فرانك من إنهاء تدفق الأموال عبر إقناع الرئيس بالموافقة على مشروع بناء جسر، ثم يسرّب معلومات حول عملية غسيل الأموال، مما يضع البيت الأبيض في أزمة قانونية.
مع تصاعد الفضيحة، يدرك الرئيس ووكر أن فرانك قد ورّطه، فيحاول إبعاده عن الدائرة المقربة. في النهاية، يواجه ووكر تحقيقًا برلمانيًا ويضطر إلى الاستقالة، ليصبح فرانك رئيس الولايات المتحدة الأمريكية.
بعد توليه الرئاسة، يعيّن فرانك دونالد بلايث (ريد بيرني) نائبًا له، ويطلق برنامجًا طموحًا لخلق الوظائف يسمى أميركا تعمل (بالإنجليزية: America Works). في هذه الأثناء، تسعى كلير أندروود (روبين رايت) للحصول على منصب سفير الولايات المتحدة إلى الأمم المتحدة، لكن مجلس الشيوخ يرفض تعيينها، فيقوم فرانك بتعيينها خلال عطلة الكونغرس.
يتوتر الوضع الدولي عندما تعارض روسيا خطة سلام أمريكية في الشرق الأوسط. أثناء زيارة لموسكو، تتحدى كلير الرئيس الروسي فيكتور بيتروف (لارس ميكلسن) علنًا بسبب موقفه من حقوق مجتمع الميم. يطالب بيتروف لاحقًا باستقالة كلير كشرط لحل الأزمة، مما يزيد التوتر بين الزوجين أندروود. بينما يستعد فرانك لحملته الانتخابية عام 2016، تصاب كلير بالإحباط من دورها كزوجة الرئيس، مما يؤدي إلى شرخ في علاقتهما. بعد خلافات متزايدة، تعلن كلير انفصالها عن فرانك.
في خضم الانتخابات التمهيدية، يعاني فرانك من عدة انتكاسات، خاصة بعد أن تعمدت كلير تخريب حملته. بينما يناقشان المصالحة، يتم إطلاق النار على فرانك في تجمع انتخابي من قبل الصحفي لوكاس جودوين، مما يدخله المستشفى في حالة حرجة. خلال فترة غيابه، تتولى كلير دورًا قياديًا في مواجهة أزمة طاقة مع روسيا. بعد التلاعب بقائمة المتبرعين بالأعضاء، يحصل فرانك على زرع كبد ويتعافى، ليقبل في النهاية مقترح كلير بأن تكون نائبته في الانتخابات.
مع اقتراب موعد الانتخابات، تنشر الصحافة تحقيقًا يكشف الفساد السياسي لفرانك. في مواجهة خسارة مؤكدة، يعتمد الزوجان أندروود على إثارة الخوف بين الناخبين، ويطالب فرانك الكونغرس بإعلان الحرب ضد جماعة إرهابية. تتأخر الانتخابات بسبب التهديدات الأمنية، مما يؤدي إلى عدم حصول أي مرشح على الأغلبية، ليتم تحويل القرار إلى الكونغرس. يتم التوصل إلى اتفاق لإجراء انتخابات جديدة في الولايات المتضررة، مما يسمح لفرانك بالفوز بفترة رئاسية جديدة.
مع تصاعد الضغوط السياسية، يعلن فرانك استقالته، لتتولى كلير أندروود منصب رئيسة الولايات المتحدة. يخطط فرانك لإدارة السلطة من القطاع الخاص بينما تبقى كلير في البيت الأبيض، لكنها ترفض منحه العفو وتمنعه من دخول البيت الأبيض. بعد فترة، يُعثر على فرانك ميتًا بسبب جرعة زائدة من دواء الكبد، لكن الحقيقة تكشف لاحقًا أن دوغ ستامبر، مساعده المخلص، هو من قتله لمنعه من قتل كلير.
في الأشهر التالية، تصبح كلير حاملًا بطفل فرانك بعد تلقيح صناعي، مما يمنحها تعاطف الرأي العام. عندما يهددها دوغ بفضح أسرار فرانك، تقتله بعد مواجهة محتدمة، منهيةً بذلك إرث عائلة أندروود.

## الشخصيات
- كيفين سبيسي في دور فرانسيس ج. "فرانك" أندروود، وهو ديمقراطي من الدائرة الخامسة لولاية كارولاينا الجنوبية. يشغل منصب زعيم الأغلبية في مجلس النواب خلال الموسم الأول، ثم يصبح نائب رئيس الولايات المتحدة في الموسم الثاني، والرئيس السادس والأربعين للولايات المتحدة في المواسم من الثالث إلى الخامس، وأخيرًا السيد الأول للولايات المتحدة خلال الموسم الخامس. (المواسم من الأول للخامس)
- روبين رايت في دور كلير أندروود، زوجة فرانك. تدير مبادرة المياه النظيفة، وهي منظمة غير حكومية، خلال الموسم الأول، لكنها تتخلى عنها لتصبح السيدة الثانية للولايات المتحدة في الموسم الثاني. لاحقًا، تصبح سفيرة الولايات المتحدة لدى الأمم المتحدة في الموسم الثالث، والسيدة الأولى للولايات المتحدة خلال المواسم من الثالث إلى الخامس. في الموسم الخامس، تتولى لفترة وجيزة منصب الرئيسة المؤقتة للولايات المتحدة قبل أن تصبح نائبة الرئيس، وأخيرًا الرئيسة السابعة والأربعين للولايات المتحدة في نهاية الموسم.
- مايكل كيلي في دور دوغلاس "دوغ" ستامبر، كبير موظفي البيت الأبيض والمساعد المخلص لفرانك أندروود. يتم استبداله مؤقتًا بـ ريمي دانتون بعد إصابته خلال معظم الموسم الثالث، لكنه يعود لمنصبه في نهاية الموسم.
- جين أتكينسون في دور كاثرين "كاثي" دورانت، عضوة مجلس الشيوخ الديمقراطية عن ولاية لويزيانا وتشغل منصب وزيرة الخارجية.
- كوري ستول في دور بيتر روسو، عضو الكونغرس الديمقراطي عن الدائرة الأولى في بنسلفانيا ومدمن متعافٍ. (الموسم الأول؛ ضيف في الموسم الرابع)
- كايت مارا في دور زوي بارنز، صحفية في واشنطن هيرالد (ثم في "سلاغ لاين"). تدخل في علاقة مع فرانك أندروود، الذي يستخدمها لتسريب الأخبار وإزعاج خصومه السياسيين. (الموسم الأول؛ ضيفة في الموسمين الثاني والرابع)
- ساندرين هولت في دور جيليان كول، قائدة منظمة شعبية تدعى عالم جيد (بالإنجليزية: World Well)، توفر المياه النظيفة للدول النامية، عملت مع كلير أندروود لفترة في مبادرة المياة النظيفة قبل الاستغناء عنها. (الموسم الأول؛ ضيفة في الموسم الثاني)
- كريستين كونولي في دور كريستينا غالاغر، مساعدة في الكونغرس ومساعدة شخصية للرئيس ووكر، كما أنها حبيبة بيتر روسو. (المواسم الأول والثاني)
- رايتشل بروسنان في دور ريتشل بوسنر، عاملة في مجال الدعارة تسعى لتحسين حياتها بمساعدة دوغ ستامبر. (المواسم الأول والثالث)
- سباستيان أرسيلوس في دور لوكاس غودوين، محرر في واشنطن هيرالد، وحبيب زوي بارنز لاحقًا. (المواسم الأول، الثاني والرابع)
- ماهرشالا علي في دور ريمي دانتون، محامٍ وضابط ضغط يعمل لصالح شركة الغاز الطبيعي سانكورب في الموسم الأول، ثم لصالح الملياردير رايموند توسْك في الموسم الثاني. كان مدير الاتصالات في مكتب أندروود قبل أحداث المسلسل، ثم عاد للعمل معه كرئيس موظفي البيت الأبيض خلال معظم الموسم الثالث قبل أن يستقيل. (المواسم الأول والرابع)
- ناثان دارو في دور إدوارد ميتشوم، عضو في شرطة الكابيتول الأمريكي وحارس شخصي وسائق لعائلة أندروود. (المواسم الأول، الثاني والرابع)
- ريج إي كاثي في دور فريدي هايز، مالك مطعم الشواء فريديز باربكيو، وأحد الأصدقاء القلائل المخلصين لأندروود. عندما يتم الكشف عن ماضي فريدي الإجرامي من قبل رايموند تاسك، يخسر فرصة امتلاك سلسلة مطاعم، ثم يحصل لاحقًا على وظيفة في البيت الأبيض قبل أن يغادرها. (المواسم الأول والرابع)
- مايكل جيل[الإنجليزية] في دور غاريت ووكر، الرئيس الخامس والأربعون للولايات المتحدة، وحاكم كولورادو السابق. يثق بفرانك أندروود كمستشار مقرب، لكنه يظل غير مدرك لمؤامراته. (المواسم الأول، الثاني، الرابع والخامس)
- سكينة جافري في دور ليندا فاسكيز، رئيسة موظفي البيت الأبيض خلال إدارة ووكر. (المواسم الأول والثاني، ضيفة في الموسم السادس)
- كونستانس زيمر في دور جانين سكورسكي، صحفية في واشنطن هيرالد. (المواسم الأول، الثاني والسادس، ضيفة في الموسم الرابع)
- جيرالد مكراني في دور رايموند تاسك، رجل أعمال ملياردير ذو شبكة نفوذ واسعة، رغم تفضيله للعيش المتواضع. (المواسم الأول، الثاني، الرابع والخامس)
- بوريس مكجيفر في دور توم هامرشميدت، رئيس تحرير واشنطن هيرالد، الذي يفتح تحقيقًا في تعاملات فرانك السرية. (المواسم الأول، الثاني، الرابع والسادس)

## الإنتاج

### التصور
لعب المسلسل دورًا بارزًا كواحد من أوائل العروض التي انطلقت في "عصر البث الرقمي". قامت شركة الإنتاج المستقلة (بالإنجليزية: Media Rights Capital- MRC)، التي أسسها موردخاي ويتزيك وعاصف ساتشو، وهي الشركة المنتجة لأفلام مثل بابل، بشراء حقوق هاوس أوف كاردز بهدف إنتاج مسلسل تلفزيوني.
أثناء إنهاء إنتاج فيلمه الحالة المحيرة لبنجامين بتن عام 2008، عرض وكيل ديفيد فينشر عليه مسلسل هاوس أوف كاردز البريطاني، الذي قام ببطولته يان ريتشاردسون. أبدى فينشر اهتمامًا بإنتاج مسلسل جديد بالشراكة مع إريك روث. وصرّح فينشر أنه كان مهتمًا بالعمل في التلفزيون بسبب طبيعته الطويلة، موضحًا أن العمل في السينما لا يتيح تقديم شخصيات معقدة بنفس الطريقة التي يتيحها التلفزيون. وأضاف: "لقد شعرت خلال السنوات العشر الماضية أن أفضل النصوص المكتوبة للممثلين كانت تُكتب للتلفزيون. ولذلك، كنت أبحث عن مشروع يسمح لي بالعمل ضمن إطار سردي طويل".

تواصلت شركة إم أر سي مع عدة شبكات تلفزيونية، من بينها إتش بي أو، شوتايم وإيه إم سي، لكن نتفليكس التي كانت تسعى لإطلاق برامجها الأصلية الخاصة قدمت عرضًا أعلى من الشبكات الأخرى. اعتمد تيد ساراندوس، رئيس المحتوى في نتفليكس، على بيانات سلوك المشاهدين في المنصة، وخلص إلى أن هناك جمهورًا مهتمًا بكل من فينشر وسبيسي. وعلق قائلاً:
"بدا الأمر واعدًا للغاية، وكأنه عاصفة مثالية من العناصر المتميزة، سواء من حيث المادة أو المواهب".
فيما يتعلق بالبحث عن كاتب لتكييف المسلسل، قال فينشر إنهم كانوا بحاجة إلى شخص يمكنه نقل السياسة البرلمانية البريطانية إلى واشنطن بطريقة متقنة. تم تعيين بو ويليمان، الذي عمل سابقًا كمساعد لكل من تشاك شومر، هوارد دين وهيلاري كلينتون، ليكون كاتب المسلسل، حيث أكمل سيناريو الحلقة التجريبية في أوائل عام 2011. رأى ويليمان في هذا المشروع فرصة لإنشاء سلسلة جديدة كليًا تتجاوز العمل الأصلي وتعزز القصة بشكل أعمق.
تم الإعلان عن المشروع لأول مرة في مارس 2011، مع اختيار كيفن سبيسي ليكون بطل المسلسل بالإضافة إلى عمله كمنتج تنفيذي. كما تم الإعلان عن ديفيد فينشر كمخرج لأول حلقتين، استنادًا إلى سيناريوهات كتبها بو ويليمان. طلبت نتفليكس إنتاج 26 حلقة ليتم عرضها على مدار موسمين.
وصف كيفين سبيسي نموذج نتفليكس في نشر جميع الحلقات دفعة واحدة بأنه "منظور جديد". وأضاف أن التزام نتفليكس بإنتاج موسمين كاملين منح المسلسل استمرارية أكبر، قائلاً: "نحن نعرف بالضبط إلى أين نحن ذاهبون". وخلال خطاب ألقاه في مهرجان إدنبرة الدولي للتلفزيون، أشار سبيسي إلى أن الشبكات الأخرى التي أبدت اهتمامها بالمسلسل كانت تريد حلقة تجريبية أولاً، بينما اعتمدت نتفليكس حصريًا على بياناتها وطلبت إنتاج المسلسل مباشرةً. في يناير 2016، تم الإعلان عن رحيل بو ويليمان، مبتكر المسلسل والمنتج التنفيذي والمشرف العام، بعد الموسم الرابع. وقد تم استبداله بـ فرانك بوجليز وميليسا جيمس جيبسون، اللذين كانا قد انضما إلى فريق الكتابة منذ الموسم الثالث

### اختيار طاقم العمل
قال ديفيد فينشر إن كل عضو رئيسي في طاقم التمثيل كان الخيار الأول له. وخلال القراءة الأولى للنص، قال للممثلين: "أريد أن يعرف الجميع هنا أنكم تمثلون خيارنا الأول، كل ممثل هنا هو خيارنا الأول لهذه الشخصيات، لذا لا تفسدوا الأمر."
أما كيفين سبيسي، الذي كان آخر دور تلفزيوني منتظم له في مسلسل الرجل الحكيم (بالإنجليزية: Wiseguy) بين عامي 1987 و1990، فقد تفاعل مع النص بحماس. ثم أدى دور ريتشارد الثالث على مسرح فيك القديم، وهو ما اعتبره فينشر "تدريبًا رائعًا" للدور. أيّد سبيسي قرار إصدار جميع الحلقات دفعة واحدة، معتقدًا أن هذا النموذج سيصبح شائعًا في المستقبل. وعلق قائلاً: "عندما أسأل أصدقائي عن عطلة نهاية الأسبوع الخاصة بهم، يخبرونني أنهم قضوها في مشاهدة ثلاثة مواسم من بريكنغ باد أو موسمين من جيم أوف ثرونز." وقد تم تأكيد انضمامه إلى المسلسل رسميًا في 18 مارس 2011.
أما روبين رايت، فقد عرض عليها فينشر دور البطولة بعد تعاونهما في فيلم الفتاة ذات وشم التنين، وتم اختيارها لدور كلير أندروود في يونيو 2011.
في فبراير 2012، حصلت كيت مارا على دور زوي بارنز. كانت شقيقتها روني مارا قد عملت مع فينشر في الفتاة ذات وشم التنين، وعندما قرأت كيت مارا دور زوي، "وقعت في حب الشخصية" وطلبت من شقيقتها أن "توصي بها لدى فينشر". وبعد شهر، تلقت مكالمة لإجراء اختبار أداء.

### التصوير

#### المواقع
بدأ التصوير الرئيسي للموسم الأول في يناير 2012 في مقاطعة هارفورد بولاية ماريلاند، الواقعة على الساحل الشرقي للولايات المتحدة. وفي عام 2013، تركز تصوير المشاهد الخارجية بشكل أساسي داخل وحول مدينة بالتيمور بولاية ماريلاند، والتي تبعد حوالي 64 كيلومترًا شمال شرق واشنطن العاصمة.

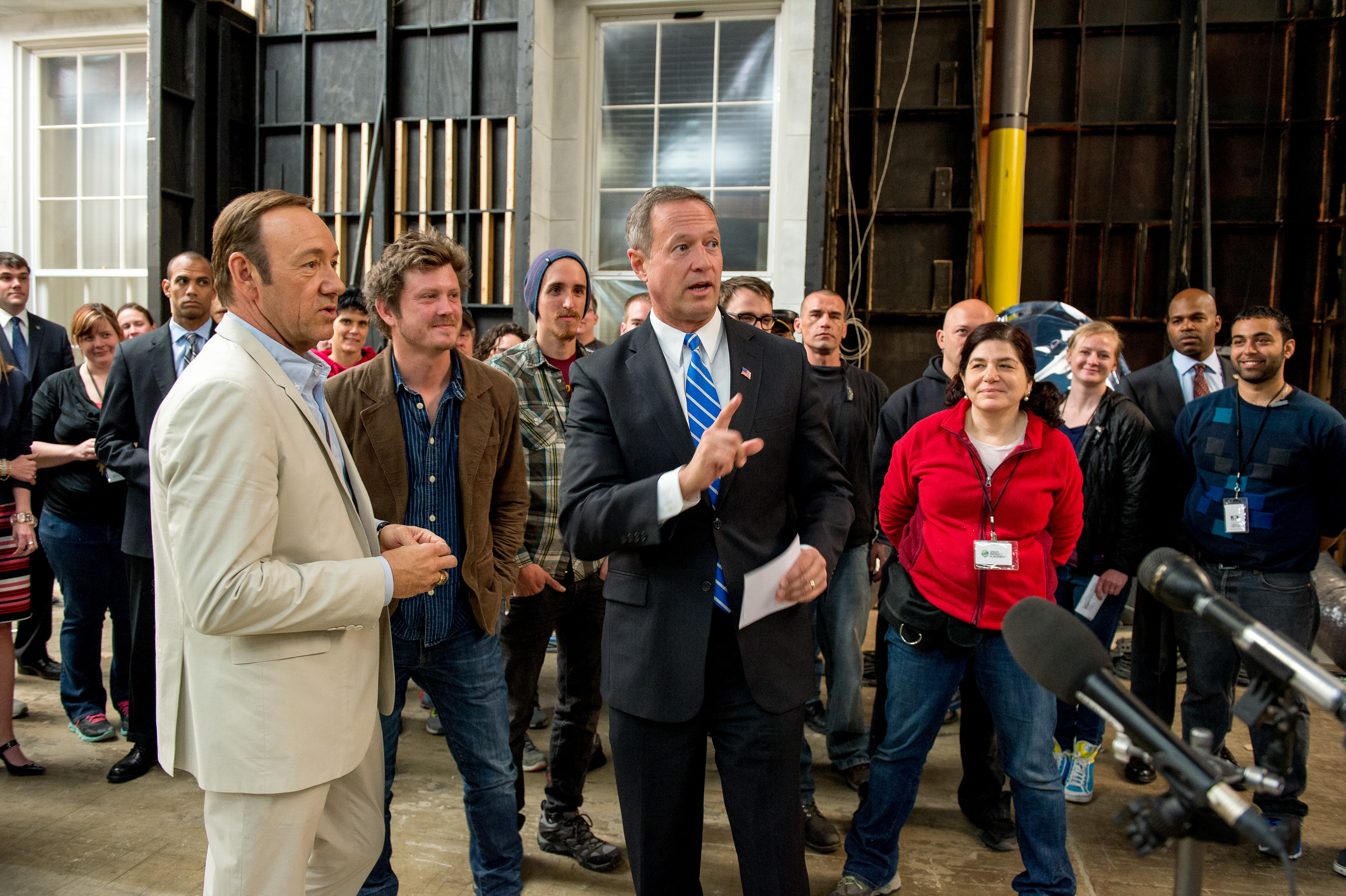
حاكم ولاية ماريلاند مارتن أومالي يزور موقع تصوير المسلسل في جوبا بولاية ماريلاند في عام 2013

تم تصوير العديد من المشاهد الخارجية في بالتيمور، لكنها ظهرت في المسلسل على أنها تدور في واشنطن العاصمة. من بين هذه المواقع: منزل فرانسيس وكلير أندروود، شقة زوي بارنز، مطعم "فريديز باربيكيو ريب جوينت"، مبنى "مبادرة المياه النظيفة" حيث تعمل كلير، مكاتب صحيفة واشنطن هيرالد، دار أوبرا واشنطن، مبنى وزارة الخارجية، فندق "كوتسوورث"، فندق "جورجتاون"، بار "ورنر"، مطعم "تيو بيبي"، وبار "دوبونت سيركل". بالإضافة إلى ذلك، شملت مواقع التصوير مشاهد أخرى مثل تجمع حملة بيتر روسو الانتخابية في ولاية بنسلفانيا، ومكتبة فرانسيس جاي أندروود وقاعة والدورن في أكاديمية "ذا سينتينل" العسكرية بولاية كارولاينا الجنوبية.
معظم المشاهد الداخلية في مسلسل بيت البطاقات تم تصويرها داخل مستودع صناعي كبير يقع في جوبا، ماريلاند، ضمن مقاطعة هارفورد، على بعد حوالي 27 كيلومترًا شمال شرق بالتيمور. يُستخدم هذا المستودع لتصوير بعض المشاهد الأكثر شهرة في المسلسل، مثل إعادة بناء الجناح الغربي في البيت الأبيض بحجمه الكامل، بما في ذلك المكتب البيضاوي، مكاتب الكونغرس وممراته، المكتب المفتوح الواسع لموقع سلاغ لاين، بالإضافة إلى المشاهد الداخلية لمنزل أندروود وشقة واسعة في الطابق العلوي كما شهد الموسم الخامس تصويرًا مكثفًا في جمعية ماريلاند التاريخية في منطقة ماونت فيرنون بمدينة بالتيمور.

يستخدم المسلسل تقنية الشاشة الخضراء لتعزيز المشاهد الحية، حيث يتم إدراج لقطات للخارج عبر النوافذ وصور البث التلفزيوني على الشاشات خلال مرحلة ما بعد الإنتاج. أوضح المصمم الفني ستيف أرنولد بالتفصيل كيفية استخدام شاشة خضراء ثلاثية الجوانب لإضافة مشاهد الشوارع خارج نوافذ السيارات، حيث يتم تعليق شاشات LED متزامنة فوق السيارة (بعيدًا عن زاوية التصوير)، لتصدر إضاءة متوافقة مع المشهد الخارجي، مما ينعكس بشكل طبيعي على الممثلين وأجزاء السيارة مثل الإطارات والنوافذ. وأضاف أرنولد:
"جميع مشاهد القيادة في المسلسل، أي شيء يتم تصويره داخل السيارة، يتم داخل الاستوديو في غرفة كبيرة محاطة بشاشة خضراء ثلاثية الجوانب. السيارة لا تتحرك، الممثلون يجلسون بداخلها، وتُوضع الكاميرات حولهم. لدينا فريق تصوير خاص توجه إلى واشنطن العاصمة لتسجيل لقطات للمشاهد الخارجية أثناء القيادة. يتم عرض هذه المشاهد على شاشات LED فوق السيارة، بحيث تصدر إضاءة تفاعلية تتماشى مع ظروف الإضاءة الفعلية للمشاهد المصورة. كل الانعكاسات على نوافذ السيارة وأطر الأبواب يتم التقاطها أثناء التصوير، ثم تُستبدل الخلفيات الخضراء بالمشاهد الخارجية المتزامنة خلال مرحلة ما بعد الإنتاج. والنتيجة تبدو طبيعية للغاية، مما يعزز الإحساس بالحركة داخل السيارة"
في يونيو 2014، تم رفض طلب تصوير ثلاثة حلقات داخل قاعة مجلس الأمن التابع للأمم المتحدة من قبل روسيا في اللحظة الأخيرة. ومع ذلك، تمكن فريق الإنتاج من التصوير في أجزاء أخرى من مبنى الأمم المتحدة. في أغسطس 2014، تم تصوير مشهد "موكب وهمي" في واشنطن العاصمة. وفي ديسمبر 2014، تم تصوير مشاهد في إسبانيولا، سانتا فيه، ولاس فيغاس بولاية نيو مكسيكو.

#### الإعفاءات الضريبية
وفقًا لمكتب الأفلام في ماريلاند، قدمت الولاية إعفاءات ضريبية بملايين الدولارات لدعم تكاليف الإنتاج.
- في الموسم الأول، حصلت الشركة على إعفاء ضريبي نهائي بقيمة 11.6 مليون دولار. بلغت تكاليف الإنتاج 63 مليون دولار، وشاركت أكثر من 1,800 شركة في ماريلاند في عملية الإنتاج، كما تم توظيف ما يقرب من 2,200 شخص من سكان الولاية، مما أدى إلى تأثير اقتصادي قدره 138 مليون دولار.[34]
- في الموسم الثاني، كان من المتوقع أن تحصل الشركة على إعفاء ضريبي بقيمة 15 مليون دولار، حيث تجاوزت تكاليف التصوير 55 مليون دولار. واستفادت ما يقرب من 2,000 شركة في ماريلاند من الإنتاج، مع توظيف أكثر من 3,700 شخص، مما أدى إلى تأثير اقتصادي يقدر بحوالي 120 مليون دولار.[34]
- في للموسم الثالث، قدمت الشركة خطاب نوايا للتصوير، مع تقديرات للتكاليف والتأثير الاقتصادي مماثلة للموسم الثاني.[34] وبموجب معادلة عام 2014، كان المسلسل مؤهلاً للحصول على إعفاءات ضريبية تصل إلى 15 مليون دولار.[34]

### الموسم الأخير وطرد سبيسي
في 11 أكتوبر 2017، ذكرت صحيفة بالتيمور صن أن مسلسل بيت البطاقات تم تجديد إنتاجه لموسم سادس، وأن التصوير سيبدأ بحلول نهاية أكتوبر 2017. وفي 29 أكتوبر، كشف الممثل أنتوني راب أن الممثل الرئيسي كيفين سبيسي قام بمحاولة تحرش به في حفل عام 1986 عندما كان راب يبلغ من العمر 14 عامًا. وفي اليوم التالي، أعلنت نتفليكس أن الموسم السادس القادم من المسلسل سيكون الأخير. رغم أن مصادر متعددة أكدت أن قرار إنهاء المسلسل تم اتخاذه قبل اتهامات راب، إلا أن توقيت الإعلان أثار شكوكًا حول العلاقة بين الحدثين.
في 31 أكتوبر، أعلنت نتفليكس وشركة إم آر سي عن تعليق الإنتاج مؤقتًا "لمراجعة الوضع الحالي ومعالجة أي مخاوف لدى طاقم العمل والفريق". وفي 3 نوفمبر 2017، أعلنت نتفليكس أنها لن تكون على أي صلة بسبيسي مستقبلًا بأي شكل من الأشكال. وفي 4 ديسمبر 2017، صرّح تيد ساراندوس، رئيس المحتوى في نتفليكس، أن الإنتاج سيُستأنف في عام 2018 ببطولة روبين رايت، وأن الموسم الأخير سيتألف من ثماني حلقات فقط. تم إزالة سبيسي من طاقم التمثيل ومن دوره كمنتج تنفيذي، كما تم إلغاء عدة مشاريع غير معلنة كان مشاركًا فيها، مما تسبب في خسائر مالية بلغت 39 مليون دولار لـنتفليكس. وفي عام 2019، أُسقطت آخر التهم الجنائية الموجهة إليه.
في 24 ديسمبر 2018، نشر سبيسي مقطع فيديو غير رسمي بعنوان "دعوني أكون فرانك" (بالإنجليزية: Let Me Be Frank) على قناته في يوتيوب، حيث ظهر متقمصًا شخصية فرانك أندروود، منكراً الاتهامات ومشيرًا إلى أن شخصيته لم تُقتل في المسلسل. وُصف الفيديو في وسائل الإعلام بأنه "غريب"، "غير مألوف بشكل استثنائي"، "مقلق"، و"مثير للقلق". كما انتقده وسخر منه عدد من الممثلين، مثل باتريشيا أركيت، إلين باركين، وروب لوو عبر تويتر. اعتبارًا من سبتمبر 2020، حصد الفيديو أكثر من 12 مليون مشاهدة، مع 277,000 إعجاب و74,000 عدم إعجاب. في 24 ديسمبر 2019، نشر سبيسي مقطع فيديو آخر بعنوان "اقتلهم بلطف" (بالإنجليزية: Kill Them with Kindness - KTWK) كتكملة للفيديو الأول.
في 22 نوفمبر 2021، تم الإبلاغ عن أن شركة إم آر سي رفعت دعوى قضائية ضد سبيسي بتهمة انتهاك العقد بعد تكبدها خسائر بملايين الدولارات بسبب إعادة تصوير الموسم الأخير. وأمرته المحكمة بدفع 31 مليون دولار كتعويض. حاول محاموه إسقاط التهم في 25 يناير 2022 نافين الاتهامات، إلا أنهم خسروا القضية لاحقًا في أغسطس 2022 بعد فشلهم في إقناع القاضي.

### الإصدار

#### البث
في أستراليا، حيث لم تكن نتفليكس متاحة قبل عام 2015، تم عرض المسلسل على قناة شوكيز، مع العرض الأول في 7 مايو 2013. قامت فوكس تيل، وهي مزود خدمة التلفزيون المدفوع وصاحبة شوكيز، بإتاحة الموسم الأول بالكامل لمشتركي القناة عبر خدمة عند الطلب على أجهزة فوكس تيل المتصلة بالإنترنت، بالإضافة إلى منصات إكس بوكس 360، التلفزة عبر الإنترنت، وخدمة الهاتف المحمول فوكس تيل غو. ورغم توفر الموسم بأكمله عند الطلب، فقد تم الحفاظ على عرضه الأسبوعي على شوكيز.
عاد الموسم الثاني إلى شوكيز في 15 فبراير 2014، وبنفس نهج الموسم الأول، تم إتاحته بالكامل عند الطلب للمشتركين، مع الاستمرار في عرضه أسبوعيًا. كما أصبح المسلسل متاحًا لغير مشتركي فوكس تيل من خلال خدمة أبل تي في. وقبل إطلاق نتفليكس في أستراليا في 28 مارس 2015، تخلّت نتفليكس عن حقوق شوكيز في عرض المسلسل، مما أدى إلى عرض الموسم الثالث مباشرة عند إطلاق الخدمة.
في نيوزيلندا، حيث لم تكن نتفليكس متاحة قبل عام 2015، تم عرض الموسم الأول لأول مرة على قناة تي في 3 في أوائل عام 2014، تلاه مباشرة الموسم الثاني. وعند إطلاق نتفليكس في نيوزيلندا في 24 مارس 2015، لم يكن المسلسل متاحًا على الفور، على عكس أستراليا، حيث تم إتاحة الموسم الثالث عند الإطلاق.
في الهند، حيث لم تكن نتفليكس متاحة قبل يناير 2016، تم عرض بيت البطاقات لأول مرة في 20 فبراير 2014 على قناة زي كافيه. تم بث الموسمين الأول والثاني على التوالي. قامت القناة ببث الحلقات الثلاث عشرة من الموسم الثالث في 28 و29 مارس 2015، مما جعلها أول قناة ترفيهية ناطقة بالإنجليزية في الهند تعرض جميع حلقات الموسم الأحدث من مسلسل دفعة واحدة. وكان الهدف من هذه الخطوة تلبية رغبة المشاهدين في المشاهدة المتواصلة. وعلى الرغم من إطلاق نتفليكس في الهند في يناير 2016، إلا أن بيت من ورق لم يكن متاحًا على المنصة حتى 4 مارس. جميع حلقات الموسم الرابع تم عرضها لأول مرة على التلفزيون عبر زي كافيه في 12 و13 مارس 2016.
تم شراء حقوق المسلسل من قبل محطة سي إتش سي إتش الكندية للبث اعتبارًا من 13 سبتمبر 2017، مما جعل المسلسل متاحًا في جميع أنحاء كندا عبر الكابل والبث المجاني في منطقة بث القناة، والتي تشمل أجزاء من الولايات المتحدة. ومع ذلك، تم إزالة المسلسل من الجدول الزمني للبث في وقت الذروة على سي إتش سي إتش بعد شهرين، وذلك عقب اتهامات الاعتداء الجنسي الموجهة إلى كيفين سبيسي.
في المملكة المتحدة، بدأ عرض بيت البطاقات في 19 سبتمبر 2018 على قناة فيرجن تي في ألترا إتش دي، وهي قناة ترفيهية جديدة بتقنية UHD/4K.

### الوسائط المنزلية
تم إصدار الموسم الأول على أقراص دي في دي وبلو راي بواسطة سوني بيكتشرز هوم إنترتينمنت في المنطقة 1 في 11 يونيو 2013، وتم إصدار الموسم الثاني في 17 يونيو 2014، والموسم الثالث في 7 يوليو 2015، والموسم الرابع في 5 يوليو 2016، والموسم الخامس في 3 أكتوبر 2017، والموسم السادس في 5 مارس 2019.
| الموسم | الموسم | الغلاف                             | تاريخ الإصدار لنسخة دي في دي | تاريخ الإصدار لنسخة دي في دي | تاريخ الإصدار لنسخة دي في دي | تاريخ الإصدار لنسخة بلو راي | تاريخ الإصدار لنسخة بلو راي |
| الموسم | الموسم | الغلاف                             | المنطقة 1                    | المنطقة 2                    | المنطقة 4                    | المنطقة أ                   | المنطقة ب                   |
| ------ | ------ | ---------------------------------- | ---------------------------- | ---------------------------- | ---------------------------- | --------------------------- | --------------------------- |
|        | 1      | الموسم الأول كاملًا: الحلقات 1-13   | 11 يونيو 2013                | 10يونيو 2013                 | 27 يونيو 2013                | 11 يونيو 2013               | 10 يونيو 2013               |
|        | 2      | الموسم الثاني كاملًا: الحلقات 14-26 | 17 يونيو 2014                | 16 يونيو 2014                | 19 يونيو 2014                | 17 يونيو 2014               | 16 يونيو 2014               |
|        | 3      | الموسم الثالث كاملًا: الحلقات 27-39 | 7 يوليو 2015                 | 29 يونيو 2015                | 6 أغسطس 2015                 | 7 يوليو 2015                | 29 يونيو 2015               |
|        | 4      | الموسم الرابع كاملًا: الحلقات 40–52 | 5 يوليو 2016                 | 4 يوليو 2016                 | 7 يوليو 2016                 | 5 يوليو 2016                | 4 يوليو 2016                |
|        | 5      | الموسم الخامس كاملًا: الحلقات 53–65 | 3 أكتوبر 2017                | 2 أكتوبر 2017                | 4 أكتوبر 2017                | 3 أكتوبر 2017               | 2 أكتوبر 2017               |
|        | 6      | الموسم السادس كاملًا: الحلقات 66–73 | 5 مارس 2019                  |                              | 13 مارس 2019                 | 5 مارس 2019                 |                             |

## الاستقبال

### الاستجابة النقدية
| الموسم | روتن توميتوز    | ميتاكريتيك     |
| ------ | --------------- | -------------- |
| 1      | 87% (47 مراجعة) | 76 (25 مراجعة) |
| 2      | 83% (48 مراجعة) | 80 (25 مراجعة) |
| 3      | 73% (56 مراجعة) | 76 (24 مراجعة) |
| 4      | 86% (36 مراجعة) | 76 (17 مراجعة) |
| 5      | 72% (46 مراجعة) | 60 (11 مراجعة) |
| 6      | 65% (68 مراجعة) | 62 (23 مراجعة) |

#### الموسم الأول
حظي الموسم الأول بتقييمات إيجابية من النقاد. حصل الموسم الأول على موقع روتن توميتوز على نسبة تقييم 87% بناءً على 47 مراجعة، مع متوسط تقييم 8.1/10. وجاء في إجماع النقاد على الموقع: "بدعم من أداء قوي—خصوصًا من كيفين سبيسي—وإخراج محكم، يعد بيت البطاقات دراما أنيقة ومثيرة قد تعيد تعريف كيفية إنتاج التلفزيون." أما على موقع ميتاكريتيك، فقد حصل الموسم الأول على درجة 76 من 100 بناءً على 25 مراجعة نقدية، مما يشير إلى وجود "تقييمات إيجابية عمومًا".
أشاد الناقد روبرت بيانكو من يو إس إيه توداي بالمسلسل، وخاصةً بأداء سبيسي ورايت في الأدوار الرئيسية، قائلاً: "إذا كنت تعتقد أن مديري الشبكات التلفزيونية متوترون، تخيل الممثلين الذين يتعين عليهم التنافس ضد هذا الثنائي في جوائز إيمي." أما توم جيلاتّو من مجلة بيبول ويكلي فقد وصف الحلقتين الأوليين بأنهما "غنيتان سينمائيًا، ومليئتان ببرك داكنة أنيقة وزيتية." وفي دنفر بوست، وصفت الناقدة جوان أوسترو المسلسل بأنه "ساخر بشدة تجاه البشر وكذلك السياسة، ويكاد يكون مبتهجًا في تصويره للطموح غير المحدود". وأضافت: "بيت من ورق هو رؤية لاذعة للسلطة والفساد."
وفي نيويورك تايمز، أشارت الناقدة أليساندرا ستانلي إلى أن الكتابة في المسلسل لا ترقى دائمًا إلى جودة التمثيل، قائلة: "للأسف، لا ترقى حوارات سبيسي دائمًا إلى قوة أدائه؛ فالكتابة ليست بمستوى شكسبير أو حتى آرون سوركين، وأحيانًا تصبح سطحية بشكل غريب." ومع ذلك، أثنت على بيت البطاقات باعتباره عملاً ترفيهيًا "يحتفي بالجوانب المألوفة ولكن دائمًا المسلية للعالم السياسي السفلي." أما أندرو ديفيز، كاتب النسخة البريطانية الأصلية من المسلسل، فقد صرح بأن شخصية سبيسي تفتقر إلى "السحر" الذي تميز به أداء إيان ريتشاردسون في النسخة الأصلية. بينما أشاد ذا إندبندنت بأداء سبيسي، مشيرًا إلى أن شخصيته كانت أكثر "تهديدًا" وتخفي غضبها خلف "سحر جنوبي وآداب تقليدية قديمة."
من ناحية أخرى، انتقد راندي شو المسلسل في مقالة على هافينغتون بوست، لترويجه لفكرة "مناهضة النقابات وتقليص الاستحقاقات الاجتماعية داخل مشهد سياسي يفتقر إلى الجماعات النشطة أو أي شخص يحمل توجهًا تقدميًا، مما يجعله أشبه بحلم جمهوري."
وقد قارن نقاد مثل جيمس بونيووزيك من تايم وهانك ستويفر من واشنطن بوست المسلسل بمسلسل بوس. وكما هو الحال مع النسخة البريطانية والرواية التي تحمل نفس الاسم، لاحظ العديد من النقاد أن بيت البطاقات مستوحى بشدة من ماكبث وريتشارد الثالث. كما وجد بعض النقاد عناصر مستوحاة من عطيل، وخاصة شخصية ياغو وحقده العميق.

#### الموسم الثاني
حظي الموسم الثاني بتقييمات إيجابية من النقاد. حصل الموسم على موقع روتن توميتوز على تقييم 83% بناءً على 48 مراجعة، مع متوسط تقييم 7.9/10. وجاء في إجماع النقاد على الموقع: "يثبت بيت البطاقات أنه لا يزال يستحق المشاهدة بشراهة في موسمه الثاني، مع المزيد من الأداء القوي، والكتابة المتماسكة، والتصميم البصري الذي جعل الموسم الأول إدمانيًا." أما على موقع ميتاكريتيك، فقد حصل الموسم على درجة 80 من 100 بناءً على 25 مراجعة نقدية، مما يشير إلى "تقييمات إيجابية عمومًا".
ومع تقدم الموسم، أصبحت المراجعات أكثر تباينًا. كتبت جين تشاني من فالتشر أن الموسم الثاني "بدا فارغًا نوعًا ما" وأن "أقرب ما وصل إليه من الإحساس العاطفي كان عندما ركّز على كلير." في نهاية الموسم الثاني، كتب آلان سيبينوول من هيت فيكس أن المسلسل هو "دراما سياسية سخيفة تأخذ نفسها بجدية مفرطة"، ومنح الموسم بشكل عام تقييم C−.

#### الموسم الثالث
حظي الموسم الثالث بتقييمات إيجابية في الغالب، رغم أن العديد من النقاد أشاروا إلى أنه بدا متكررًا. على موقع روتن توميتوز، حصل الموسم على تقييم 73% بناءً على 56 مراجعة، مع متوسط تقييم 7/10. وجاء في إجماع النقاد على الموقع: "يقدم الموسم الثالث عناصر سياسية وشخصية مثيرة للاهتمام لشخصية فرانك أندروود، حتى لو بدا أنه يكرر نفسه لبعض المشاهدين." أما على موقع ميتاكريتيك، فقد حصل الموسم على درجة 76 من 100 بناءً على 24 مراجعة نقدية، مما يشير إلى "تقييمات إيجابية عمومًا".
جاءت بعض المراجعات السلبية من نيك غيليسبي من ذا ديلي بيست، الذي اتهم الكُتاب بـ "الانحدار إلى الوعظ الأخلاقي العادي" في الموسم الثالث، مشيرًا إلى أن المسلسل انحرف عن هدفه الأصلي. كما كتب مايكل وولف من يو إس إيه توداي بوضوح أن "الموسم الثالث من بيت البطاقات سيئ... ليس فقط سيئًا، بل غير كفء، وفوضوي، وضائع." كما صنّف موقع إندي واير الموسم كأحد أكثر المسلسلات المحبطة لعام 2015.

#### الموسم الرابع
حظي الموسم الرابع من مسلسل بيت البطاقات بمراجعات إيجابية من النقاد. على موقع "روتن توميتوز"، حصل الموسم على تقييم بنسبة 86% بناءً على 36 مراجعة نقدية، بمتوسط تقييم بلغ 7.7 من 10. وجاء في الإجماع النقدي للموقع: «يُحافظ بيت البطاقات على قابليته للمشاهدة المتواصلة من خلال تصعيد الدراما، وتعميق دور روبن رايت بشكل أكبر». أما على موقع "ميتاكريتيك"، فقد حصل الموسم على درجة 76 من أصل 100، بناءً على 17 مراجعة نقدية، مما يشير إلى «مراجعات إيجابية عمومًا».
أعرب بن ترافرز من موقع إنديوير عن رأي إيجابي في الموسم الرابع، واصفًا إياه بأنه تطوّر عن الموسم الثالث الذي رآه «فوضويًا وغير مُرضٍ ومليئًا بالميلودراما»، وكتب قائلاً: «يحاول بيت البطاقات الوصول إلى الأصالة، ويبدو — للمرة الأولى — أنه يحقق ذلك باستمرار».
من جهة أخرى، قدّمت إميلي فان دير فيرف من موقع فوكس مراجعة متباينة للموسم الرابع، حيث انتقدت الطابع التكراري والتنبؤي للمسلسل، وكتبت: «لا وجود للغموض في بيت البطاقات، فأنت تعرف تمامًا ما سيحدث، كما في مسلسل إن سي آي إس. ستظهر العقبات، لكن فرانك (كيفين سبيسي المبالغ في أدائه) وكلير (روبين رايت شبه المثالية) أندروود سيتجاوزانها. ما تراه هو ما تحصل عليه».
وقد تعرض قرار جعل فرانك وكلير يخوضان الانتخابات كزميلين في السباق الانتخابي لانتقادات شديدة من بعض النقاد. كتب جوناثان هولمز من راديو تايمز أن «هناك حدودًا للغباء الذي يمكن للمشاهدين تقبله، ومع الموسم الرابع، ربما تجاوز بيت البطاقات هذا الحد. مطالبة كلير بأن تُختار كزميلة فرانك في الترشح أمر غبي... غبي جدًا. لقد حوّل شخصية سياسية ذكية إلى شخص أحمق بعيون جامدة يفتح البرطمانات». أما سبنسر كورنهبر من ذا أتلانتك فقد كتب: «في لحظات كهذه، من الجيد أن نتذكر أن بيت البطاقات هو، في جوهره، مجرد مسلسل تلفزيوني غبي، وليس تعليقًا ذكيًا على الواقع السياسي».

## الجوائز والترشيحات
كان أول مسلسل يبث على الإنترنت فقط يترشح ويفوز بجائزي إيمي وغولدن غلوب:
- 3 جوائز و6 ترشيحات جوائز إيمي
- الجائزة واحدة و4 ترشيحات غولدن غلوب
- ترشيح واحد لجوائز نقابة المخرجين من أمريكا
- ترشيح واحد لجوائز نقابة ممثلي الشاشة
- جائزة وترشيح من جوائز نقابة الكتاب الأمريكية
- ترشيحين لجوائز النقاد اختيار التلفزيون
- ترشيحين لجوائز جمعية نقاد التلفزيون

## وصلات خارجية
- الموقع الرسمي
- بيت البطاقات على موقع IMDb (الإنجليزية)
- بيت البطاقات على موقع ميتاكريتيك (الإنجليزية)
- بيت البطاقات على موقع الموسوعة البريطانية (الإنجليزية)
- بيت البطاقات على موقع روتن توميتوز (الإنجليزية)
- بيت البطاقات على موقع نتفليكس (الإنجليزية)
- بيت البطاقات على موقع كينوبويسك (الروسية)
- بيت البطاقات على موقع ألو سيني (الفرنسية)
- بيت البطاقات على موقع قاعدة بيانات الفيلم (الإنجليزية)
- بيت البطاقات نسخة محفوظة 20 فبراير 2018 على موقع واي باك مشين. على موقع TV.com